# Leucauge curta
Leucauge curta là một loài nhện trong họ Tetragnathidae.
Loài này thuộc chi Leucauge. Leucauge curta được Octavius Pickard-Cambridge miêu tả năm 1889.